# 1861 год в театре
1861 год в театре

## Премьерные и значительные постановки
- 16 января — «Свои люди — сочтёмся» А. Н. Островского в Александринском театре.
- 31 января — «Свои люди — сочтёмся» в Малом театре.
- 8 ноября — на сцене Малого театра состоялась первая постановка пьесы А. Н. Островского «Свои собаки грызутся, чужая не приставай»[1]. В том же году — в Александринском театре.
- «Банкрот» А. Н. Островского в Малом и Александринском театре.
- «Собачкин» («Отрывок») Н. В. Гоголя в Малом театре. В заглавной роли — С. В. Шумский
- «Однодворец» П. Д. Боборыкин в Александринском театре.
- «Костюшко под Рацлавицами» В. Л. Анчица в Краковском театре.
- «Зимняя сказка» У. Шекспира в постановке Ф. Дингельштедта в Берлине. В роли Гермионы — Ш. Вольтер.
- «Наши близкие» В. Сарду и «Пыль в глаза» Э. Лабиш в театре «Жимназ».
- «Друзья-приятеля» В. Сарду в Театре «Водевиль» (Париж).
- «Рэндзиби» М. Каватакэ (Токио).
- «Любовью не шутят» А. де Мюссе в «Комеди Франсэз».
- Оперетта «Песенка Фортунио» Ж. Оффенбаха.

## События
- В Константинополе С. Экимяном основан армянский театр «Аревелян татрон» («Восточный театр»). В 1867 году закрыт правительством за пропаганду армянского национализма.
- В Измире основан С. М. Ванандеци армянский театр.
- 27 января — в свой прощальный бенефис С. В. Васильев, будучи уже почти невидящим, сыграл Морковкина в пьесе «Что имеем — не храним, потерявши плачем» Н. Я. Соловьёв.
- 14 сентября открыт Будайский народный театр в Буде (Будапешт). Был главным опереточным театром города; работал до 1870 года.
- В Рио-де-Жанейро композитор Карлос Гомес основал театр «Национальная бразильская опера».
- 8 марта — первый любительский спектакль в Кутаиси — «Раздел» Г. Д. Эристави.
- Прекратила свою деятельнось труппа П. Ю. Делана (Швеция).
- В Нови-Саде открыт Сербский народный театр. Инициатор создания этого первого сербского театра — Й. Джорджевич.
- Актриса и первая американская женщина-антрепренёр Л. Дрю возглавила нью-йоркский театр «Арч-стрит» (по 1892 год).
- Сгорел Иркутский театр.
- Гастроли в России афроамериканского актёра А. Олдриджа.
- Сгорело здание барселонского оперного театра «Лисео».
- Хорватский национальный театр в Загребе.

## Родились
- 2 января — немецкий театральный деятель В. Бельше.
- 6 января — итальянский оперный певец, тенор Эмилио Де Марки
- 20 января — русский актёр А. Л. Вишневский.
- 19 марта — русский актёр и режиссёр А. М. Звездич.
- 7 мая — индийский поэт и писатель Р. Тагор.
- 19 мая — австралийская оперная певица Н. Мелба.
- 21 мая — сербский актёр и режиссёр М. Гаврилович.
- 20 июня — датский драматург и театральный деятель Э. Кристиансен.
- 10 июня (22 июня) — русский режиссёр оперы и дирижёр А. А. Литвинов.
- 24 июля — французский оперный певец М. Рено.
- 26 июля — грузинский писатель и драматург Важа-Пшавела.
- 21 сентября — бельгийский поэт и драматург Ш. Ван Лерберг.
- 19 сентября (1 октября) — латышская писательница и драматург А. Бригадере.
- 25 октября (6 ноября) — русская балерина К. П. Куличевская.
- 10 ноября — итальянский писатель и драматург Р. Бракко.
- 10 ноября — французский поэт, драматург и критик Э. Дюжарден.
- 30 октября (11 ноября) — русский советский режиссёр В. С. Алексеев.
- 23 ноября (5 декабря) — русский художник К. А. Коровин.
- 30 ноября — индийский драматург и поэт Г. Аппарао.
- 4 декабря — мексиканский писатель и драматург К. Диас Дуфоо.
- 20 декабря — немецкий актёр Ф. Бонн.
- Русский актёр Р. Л. Адельгейм.
- русский актёр К. В. Бравич.
- Украинский актёр И. В. Загорский.
- русский актёр Д. М. Карамазов.
- Русский актёр Н. П. Рощин-Инсаров.
- Русский актёр и антрепренёр П. Л. Скуратов.
- Русский театральный деятель В. А. Теляковский.
- Русская советская актриса М. А. Потоцкая.
- Русский цирковой артист Пётр Сильверстович Крутиков.
- Русская артистка оперы Ф. В. Литвин.
- Белорусский актёр и театральный деятель Игнат Терентьевич Буйницкий (ум. 1917)
- Египетский драматург Фарах Антун (ум. 1922).
- Каталанский художник и драматург С. Русиньоль (ум. 1931); автор пьес «Мистик» (1900), «Цветочные состязания в Канпрасе» (1902), «Герой» (1903), «Хорошие люди» (1906).

## Скончались
- 24 января (5 февраля) — русский критик Н. А. Добролюбов.
- 20 февраля — итальянский актёр Г. Модена .
- 20 февраля — французский драматург О. Э. Скриб.
- 26 февраля (10 марта) — украинский поэт Т. Г. Шевченко
- 23 марта (4 апреля) — русский историк театра и драматург П. Н. Арапов.
- 16 марта — Джузеппе Фреццолини — итальянский оперный певец, бас.
- 3 сентября (15 сентября) — русский актёр А. М. Максимов.
- 20 сентября — итальянский поэт и драматург Дж. Б. Никколини.
- 24 сентября —  Уильям Фаррен, английский актёр и драматург.
- 12 ноября — датский актёр Кирстен Росенкилле.
- 27 января — испанский драматург А. Хиль-и-Сарате.

## Драматургия и театральная литература
- Пьеса «Ка-ниар киртан» (на ассамском языке) Х. Баруа.
- «Вина брата» (продолжение «Эрика XIV») шведского драматурга Юхана Берьссона.
- Комедии «Образцовая республика» и «Полчаса цинизма» бразильского драматурга Ж. Ж. Франса Жуниора.
- Историческая драма Б. Бьёрнсона «Король Сверре».
- Драмы И. Мадача «Моисей» (пост. в 1888 году в Клуже) и «Трагедия человека».
- Перевод «Гамлета» У. Шекспира на русский язык М. А. Загуляева.
- А. В. Сухово-Кобылин завершил окончательный вариант драмы «Дело». Тогда же издана в Лейпциге тиражом 25 экземпляров.
- Драма П. Джакометти «Гражданская смерть».
- Издана пьеса на языке идиш «Первый еврейский рекрут в России, или Сказка про мнимых жениха и невесту» И. Аксенфельда.
- Написана и опубликована пьеса «За чем пойдёшь, то и найдёшь» («Женитьба Бальзаминова») А. Н. Островского. Поставлена в 1863 году.
- Арапов П. Н. (сост.) Летопись русского театра. СПб., 1861.
- Романтическая драма «Отверженные» М. Йохумссона.
- Драма «Любовь и силин» Козьмы Пруткова.
- «Диэта души» П. Н. Меншикова.
- Первая редакция исторической пьесы «Козьма Захарьич Минин-Сухорук» А. Н. Островского.
- В Стамбуле изданы сатирические пьесы иранского драматурга Мирзы Мальком-хана «Приключение Ашраф-хана, губернатора Арабистана», «Методы управления Заман-хана из Боруджерда» и «Шахкули-мирза отправляется в паломничество в Кербелу».
- «Быль молодцу не в укор» Н. А. Потехина.
- «Построение Равеницы» сербского драматурга А. Николича.
- Статья Н. С. Тихонравов «Начало русского театра» в сборнике «Летописи русской литературы и древности» (том 3).
- «Бесстыдники» Э. Ожье.
- «Револьвер» А. Фредро.
- трилогия «Нибелунги» К. Ф. Хеббеля
- «Потуреченный» И. Кукулевич-Сакцинский
- «Артур и Анна, или Люди нового времени» А. М. Якобсона. Написана на немецком языке; переведена на эстонский в 1867 году; поставлена в Эстонии в 1873 году.